# Senyoria de Lisle
La senyoria de Lisle o l'Isle fou una jurisdicció feudal del comtat de Vendôme. Algunes terres les posseïen els descendents de Fulcard el primer vescomte de Vendôme i la seva besneta Adela les va ampliar pel seu matrimoni amb Roger de la Tour (fill de Roger de Vendôme). Els va seguir Fuquer de la Tour. Vídua de Roger, Adela es va casar amb Hug Doubleau vers 1015, i va tenir altres fills i aquesta branca fou el tronc dels senyors de Mondoubleau.
A Fuquer (mort vers el 1090) li va succeir el seu fill Jeremies de la Tour († 1120); el va seguir el seu fill Renald I de la Tour (mort el 1140) pare de Robert de la Tour, la mare del qual, Berta, fundà la població de Lisle. Robert va morir a l'entorn del 1200 i fou vescomte de Blois segurament pel dret de la seva esposa Matilde. El 1194 el castell de Lisle fou destruït quan Ricard Cor de Lleó va atacar a Felip August de França que hi era en aquell moment i es va lliurar la batalla de Fréteval. A Robert li va succeir el seu fill Renald II, vescomte de Blois i senyor de Lisle que va morir abans de 1219 i li va succeir el seu fill Renald III (mort el 1277) tant com a vescomte com a la senyoria. No va tenir fills i li va succeir el seu germà Felip que va heretar la senyoria i va haver de reconèixer la senyoria del comte de Vendôme de la que volia emancipar-se. El seu fill Joan era senyor vers el 1304 i va deixar només una filla, Isabel, que es va casar amb Joan de Lespine, que en endavant va posseir la senyoria. Els Lespine eren senyors de Meslay i Lisle fou integrada en aquesta. El primer senyor d'aquesta casa fou (1397) Pere de Lespine (mort vers el 1440) fill de Joan i Isabel.